# Dalmas de Vichy
Dalmas de Vichy (1215-1279) fut un seigneur féodal du XIIIe siècle. 

## Ascendance
Il est le fils de Bouchard de Vichy et petit fils de Geoffroy de Vichy

## Homonymes
- Son neveu Dalmas de Vichy fils de Robert de Vichy, petit fils de Guillaume de Vichy et arrière petit fils de Geoffroy de Vichy né en 1255.

- Son arrière petit fils, Dalmas II de Vichy (1310-1357)

## Descendance
Il épousera Anne de Montgascon dont il aura trois enfants;
- Mathilde qui épousera Roger de Venda

- Raoul qui lui succèdera sur le trône de Vichy en 1250 à 5 ans.

- Chatard de Vichy

## Biographie
Le 28 aout 1248, il rejoint la VIIe croisade aux côtés de saint Louis. Ce dernier lui accordera la seigneurie de Ligny-en-Brionnais qui restera la propriété des seigneurs de Vichy jusqu'en 1793. Il mourra pendant la croisade en 1250.